# Etna
Etna este un vulcan activ din Sicilia, Italia.

## Așezare

Prelucrare 3D pentru Etna

Situat pe insula Sicilia din Italia, în apropiere de orașele Messina și Catania, vulcanul Etna are înălțimea de 3357 m, fiind cel mai înalt și cel mai activ vulcan din Europa. Se estimează că vulcanul erupe la fiecare 3 luni, și că la fiecare aproximativ 150 de ani sunt distruse și localități.
Înălțimea sa este controversată, datorită distrugerii parțiale a conului vulcanic la erupții, care au format până la 400 de cratere secundare. Aria de acțiune distrugătoare a vulcanului se întinde pe o suprafață de 1.250 km².
Cu toate acestea, poalele vulcanului sunt dens populate; acest fapt se explică prin fertilitatea deosebită a solului. Cenușa vulcanică adusă de erupții a creat un sol adecvat pentru cultivarea viței de vie, a pomilor fructiferi și a măslinilor.

## Particularitate
Având o activitate de peste 6000 de ani, vulcanul Etna este vulcanul activ cu cea mai lungă perioadă de activitate.

## Turism

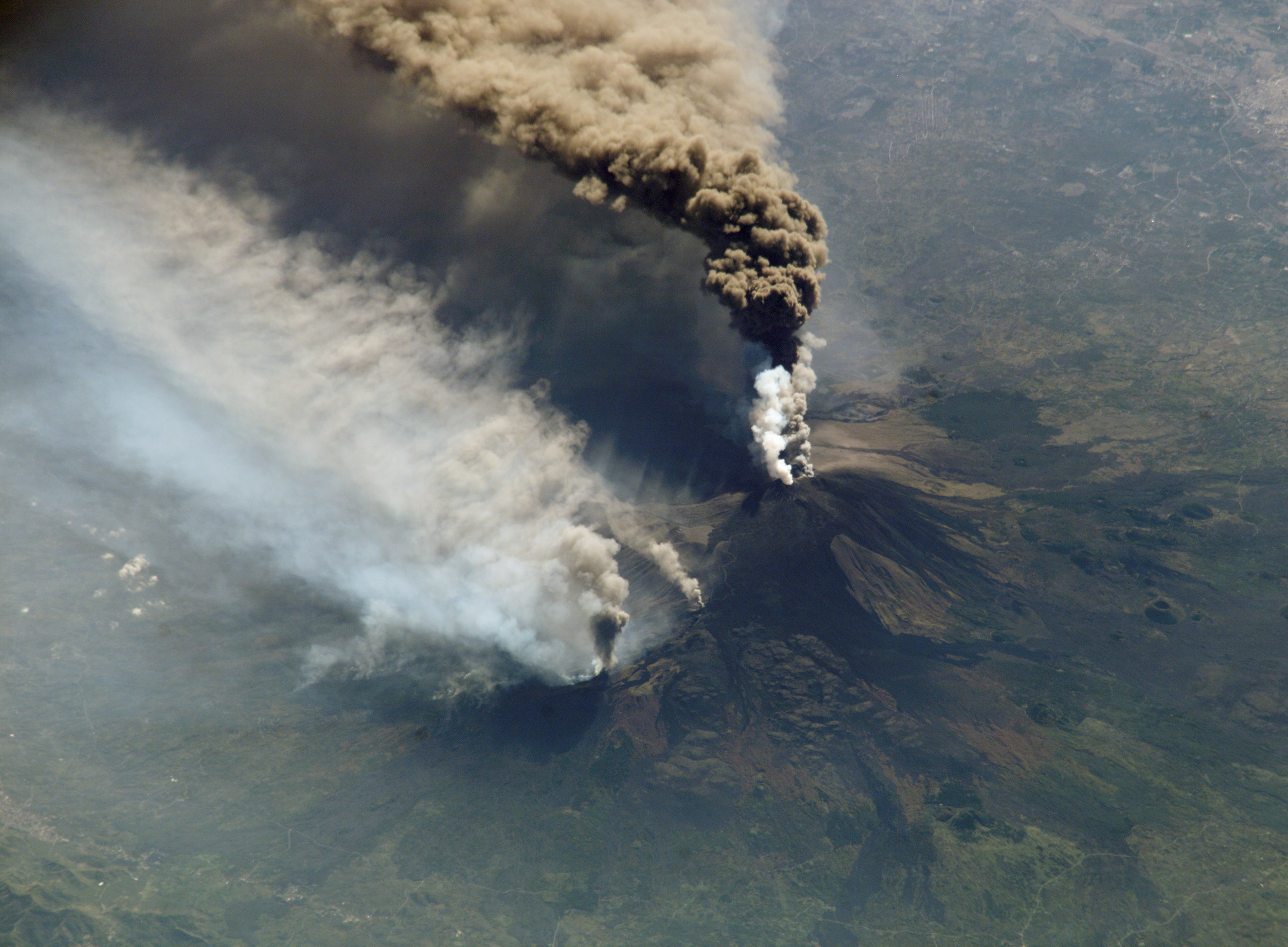
Erupție a vulcanului Etna în anul 2002 (fotografie din satelit)

Turismul este foarte dezvoltat; în anul 1981, regiunea a fost declarată parc național. Aici se găsesc și zone de schi alpin de importanță europeană. Există și un teleferic cu care se poate urca până la altitudinea de 2.600 m, distrus în 2002 de o erupție, dar repus în funcțiune în anul 2004.
Dacă un turist dorește să urce pe vulcan, se poate ajunge cu automobilul până la locul de parcare „Etna nord”, de unde se continuă drumul cu un jeep aprobat de administrația locală, până la craterul Sapiența. O alternativă este pe jos, de la locul de parcare începând un traseu de 4–5 ore (pentru cei care cunosc zona).